# Тюркеє
Тюркеє (нід. Turkeye) — селище в нідерландській провінції Зеландія. Входить до муніципалітету Сльойс.